# Fredrik Mogensen
Fredrik Kristian Mogensen, född 18 september 1904 i Falun, död 23 april 1978 i Hjo, var en svensk bergsingenjör och uppfinnare. Han bar bror till Ove, Patrik och Mogens Mogensen.
Mogensen, som var son till överlantmätare Bror Mogensen och Ruth Kjellin, utexaminerades från Kungliga Tekniska högskolan 1928 och blev teknologie doktor där 1941. Han var ingenjör vid Axel Johnson & Co i Stockholm 1928–1933, bedrev konsulterande verksamhet 1933–1952 och var ägare av Fredrik Mogensen AB (uppfinnarverksamhet) från 1952. han handhade den till professuren i bergsteknik vid tekniska högskolan i Helsingfors hörande undervisningen 1939–1940. Han uppfann bland annat Mogensen-sizern (1947). Det av Mogensen grundade företaget flyttade till Hjo 1970 och uppgick 1995 i den tyska koncernen Allgaier Werke GmbH.